# Congiura di Valladolid
La congiura di Valladolid fu opera di una giunta sovversiva stabilitasi nella sovrintendenza di Michoacán in Messico all'inizio del XIX secolo. Tra i suoi membri si trovavano José María García Obeso e José Mariano Michelena, così come vari ufficiali di basso rango e membri del basso clero. I congiurati di Valladolid pretendevano la creazione di un congresso sovrano formato dai rappresentanti delle città della Nuova Spagna e che come la Giunta del Messico governasse in nome di re Ferdinando VII di Spagna il cui trono era stato occupato dai francesi. La congiura venne scoperta nel settembre del 1809 e i suoi membri vennero processati e incarcerati, ma successivamente furono graziati dal viceré Lizana.